# Christopher Walken
Ronald Walken (Nueva York, 31 de marzo de 1943), conocido artísticamente como Christopher Walken, es un actor de cine y teatro estadounidense.
Ha participado en más de cien películas y programas de televisión, entre ellos Annie Hall, The Deer Hunter, Sleepy Hollow, Brainstorm, The Dead Zone, A View to a Kill, At Close Range, El rey de Nueva York, Batman Returns, True Romance, Atrápame si puedes, Pulp Fiction, Envy, Wedding Crashers, Click, Hairspray, Things to Do in Denver When You're Dead y Seven Psychopaths, además de aparecer en videos musicales de Madonna, Journey y Fatboy Slim.
Sus películas han recaudado más de 1800 millones de dólares en Estados Unidos. Además, ha protagonizado las obras de William Shakespeare: Hamlet, Macbeth, Romeo y Julieta y Coriolano. Ha participado varias veces como invitado de Saturday Night Live, donde ha destacado como Bruce Dickinson en el sketch «More Cowbell».
Walken debutó como director y guionista con el cortometraje Popcorn Shrimp de 2001. Además, en 1995, escribió y protagonizó la obra Him, acerca de Elvis Presley. Como actor ha sido nominado a los premios Emmy, Globo de Oro, BAFTA, Screen Actors, Tony, Satellite, MTV y Saturn, y en 1978 consiguió el Óscar como mejor actor de reparto por The Deer Hunter. Por su trayectoria en el cine se ha transformado en un actor de culto, y junto a Steve Buscemi, John Turturro y Willem Dafoe, en uno de los actores secundarios más prolíficos. Sus papeles más destacados han sido relacionados con villanos, siendo uno de los actores donde su rol es más enfocado al antagonista.

## Biografía
Nació como Ronald Walken en Astoria, Queens, Nueva York, hijo de Rosalie Russell (1907-2010), una inmigrante británica oriunda de Glasgow, y Paul Wälken (1903-2001), un inmigrante alemán oriundo de Essen, que emigró en 1928 a Estados Unidos. Su padre era panadero dueño de la Walken's Bakery, ubicada en Astoria. La familia era de religión metodista. Fue nombrado Ronald en homenaje al actor Ronald Colman e influido por los sueños de estrellato de su madre, junto a sus hermanos, Kenneth y Glenn, fueron actores infantiles de televisión durante la década de 1950. De adolescente, trabajó como domador de leones en un circo. Walken estudió en la Universidad Hofstra de Long Island, pero abandonó transcurrido un año y habiendo interpretado un rol en la obra off-Broadway Best Foot Forward, con Liza Minnelli. Inicialmente se preparó como bailarín en obras musicales en el Washington Dance Studio, más tarde comenzó a realizar papeles serios en el teatro y posteriormente también en el cine.

## Carrera actoral

### Primeros papeles
Sus primeras apariciones en la pantalla fueron de niño, como extra en numerosas series y comedias durante la época dorada de la televisión (fines de los años 1940 y principios de 1960). Después de participar en un sketch con Martin y Lewis en The Colgate Comedy Hour, Walken decidió que se dedicaría a la actuación. Consiguió un papel permanente en el show de televisión de 1953 The Wonderful John Acton como narrador. Durante esta época, aparecía en los créditos como «Ronnie Walken».
Durante los próximos veinte años, trabajo de forma frecuente en televisión, consiguió un papel en una película experimental llamada Me and My Brother, y mantuvo una próspera carrera en el teatro. En 1964, cambió su nombre por el de «Christopher» después de que una amiga le sugiriera que ese nombre le quedaba mejor. Casualmente, su último crédito bajo el nombre «Ronnie» era un personaje que se llamaba «Chris». Actualmente, prefiere ser llamado informalmente como «Chris» en vez de «Christopher».

### Década de 1970
Walken debutó en su primer largometraje con un pequeño papel junto a Sean Connery en The Anderson Tapes, de Sidney Lumet. En The Happiness Cage, también conocida como The Mind Snatchers, interpretó su primer papel como protagonista. Se trata de una película de ciencia ficción con temáticas como el control mental y la normalización, en la que interpreta a un militar estadounidense psicópata de servicio en Alemania.
En la película de Paul Mazursky, Next Stop, Greenwich Village (1976), Walken (quien aparece como «Chris Walken») interpreta al poeta galán Robert Fulmer. En Annie Hall (1977) de Woody Allen, interpreta al hermano suicida de Annie (Diane Keaton). En 1978, apareció en Shoot the Sun Down, un western filmado en 1976 coprotagonizado por Margot Kidder. Junto con Nick Nolte, Walken fue considerado por George Lucas para el papel de Han Solo en Star Wars, pero el papel finalmente sería para Harrison Ford.
Walken ganó el Óscar como Mejor actor de reparto por The Deer Hunter (1978) de Michael Cimino. Interpreta a un joven trabajador siderúrgico de Pensilvania destruido emocionalmente por la Guerra de Vietnam. Para conseguir la apariencia descarnada de su personaje, Walken consumió solamente plátanos, agua y arroz durante una semana.

### Década de 1980

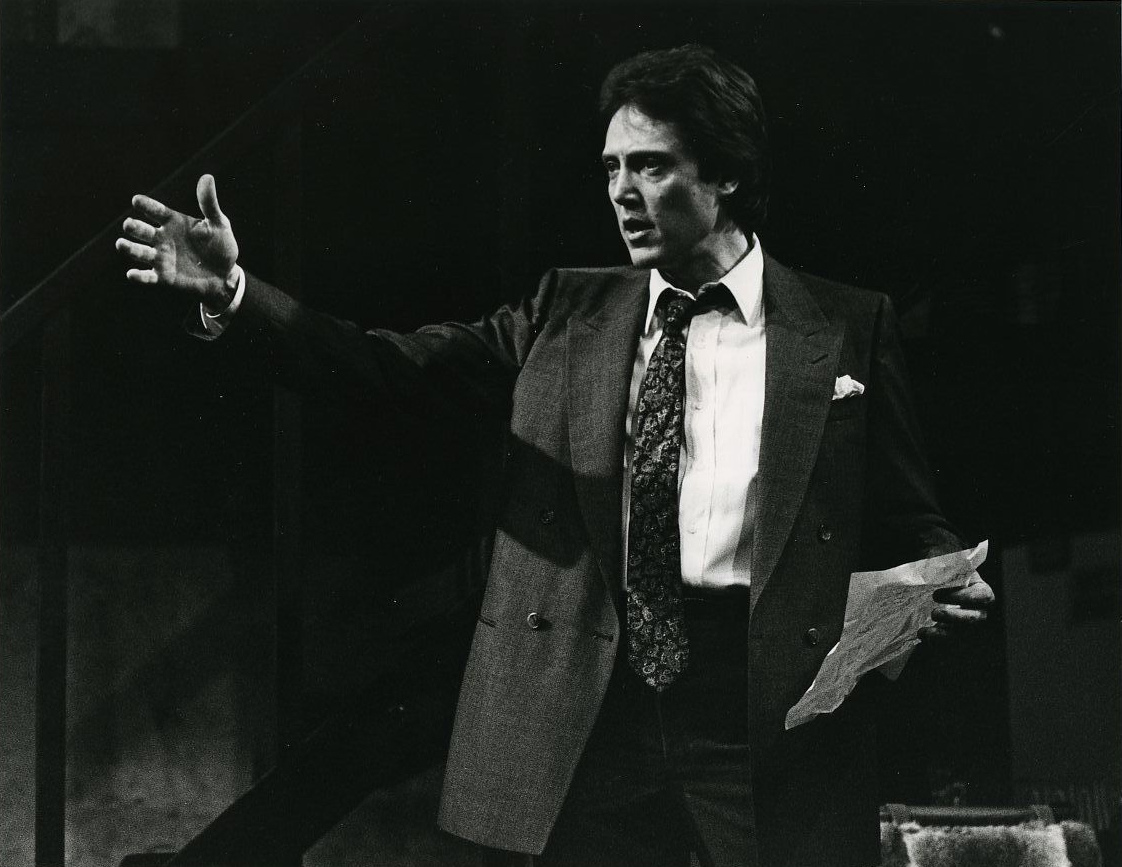
Walken en la obra de teatro Hurlyburly (1984)

Su primera película de la década de 1980 fue la controvertida La puerta del cielo, del mismo director de The Deer Hunter, Michael Cimino. Además, protagonizó la película de acción The Dogs of War (1981), dirigida por John Irvin. Sorprendió a muchos críticos y fanáticos con su complicado estriptis bailando claqué en el musical Pennies from Heaven, de Herbert Ross. Luego interpretó al profesor vidente Johnny Smith en The Dead Zone (1983), de David Cronenberg, una adaptación al cine de la novela La zona muerta, escrita por Stephen King. Ese mismo año, protagonizó Brainstorm junto a Natalie Wood y a su esposa, Georgianne, ésta en un papel menor.
En 1985, interpretó al villano de James Bond, Max Zorin, en A View to a Kill. Walken se tiñó el cabello de rubio para adecuarse a los orígenes de Zorin, un experimento nazi. Hizo el papel del Agente federal Kyril Montana en The Milagro Beanfield War (1988). Además, interpretó a Whitley Strieber en Communion (1989), una película autobiográfica escrita por Strieber que está basada en él y su familia, que fueron objeto de abducciones extraterrestres.
Protagonizó At Close Range (junto a Sean Penn) interpretando a Brad Whitewood, un jefe mafioso de Tennessee que trata de introducir sus dos hijos dentro de su imperio. Su personaje en gran parte basado en Bruce Johnston, líder de la organización criminal más importante de Pensilvania.
En Biloxi Blues, protagonizada por Matthew Broderick, Walken interpretó a un excéntrico sargento del ejército conocido por su punzante sarcasmo y su inteligencia.

### Década de 1990

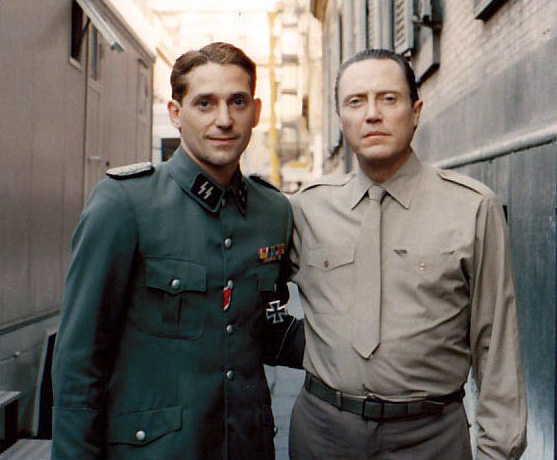
Walken (derecha) en el set de Celluloide, 1996.

The Comfort of Strangers, una película alternativa dirigida por Paul Schrader, tuvo la distinción de tener a Walken en un papel que lo inquietó incluso a él mismo. Interpretó a Robert, un decadente aristócrata italiano con gustos sexuales extremos y tendencias asesinas que vive con su esposa (Helen Mirren) en Venecia.
El rey de Nueva York, dirigida por Abel Ferrara, es protagonizada por Walken quien interpreta al despiadado traficante de drogas Frank White, recientemente salido de prisión y decidido a reclamar lo que le corresponde. En 1992, interpretó al villano de Batman Returns, el empresario Max Shreck. Su siguiente película importante fue junto a Dennis Hopper en True Romance de Tony Scott. Su escena llamada «siciliana» fue señalada por muchos críticos como la mejor de toda la película. Más tarde tuvo otro papel secundario en Pulp Fiction de Quentin Tarantino, interpretando a un veterano de Vietnam que le da al hijo de uno de sus camaradas muertos un valioso objeto de la familia —un reloj de oro— mientras explica con detalles como lo escondió de los vietnamitas metiéndoselo en el recto, después de que el padre del chico, quien previamente guardaba el reloj en su recto, muriera de disentería. Además, en 1992, Walken apareció en Sex, el controvertido libro de fotografías eróticas de Madonna, así como en el vídeo de la canción «Bad Girl», de ella misma.
Más tarde, en 1994, Walken protagonizó A Business Affair, un papel poco común en una comedia romántica. Una vez más, consigue hacer uno de sus tradicionales bailes, esta vez bailando tango. En 1995, apareció en Wild Side, The Prophecy y la película de vampiros The Addiction, que supuso su segunda colaboración con el director Abel Ferrara y el escritor Nicholas St. John. También trabajó en Nick of Time, junto a Johnny Depp.
En Last Man Standing (1996), Walken interpreta a un sádico gánster, mientras que en The Funeral (1996) hace de gánster frío y calculador. Ese año tuvo un prominente rol en el videojuego Ripper, interpretando al detective Vince Magnotta. Ripper incluyó muchas escenas grabadas en tiempo real y un gran reparto de celebridades. En 1997, apareció en comedias como Touch, Exceso de equipaje y MouseHunt.
En 1998 interpretó a un crítico de teatro homosexual de Nueva York en Illuminata, de John Turturro. Al año siguiente apareció en la comedia romántica Blast from the Past, donde hace de Calvin Webber, un brillante pero excéntrico físico nuclear del Instituto Tecnológico de California cuyos miedos de que ocurra una guerra mundial lo conducen a construir un enorme refugio bajo su casa. El mismo año, interpretó al Jinete sin cabeza en Sleepy Hollow, de Tim Burton, protagonizada por Johnny Depp y Christina Ricci.
Protagonizó dos videos musicales. El primero fue como Ángel de la muerte en «Bad Girl», de Madonna, y el segundo fue «Breakin' Down» (1995), de la banda de heavy metal Skid Row.

### Años 2000

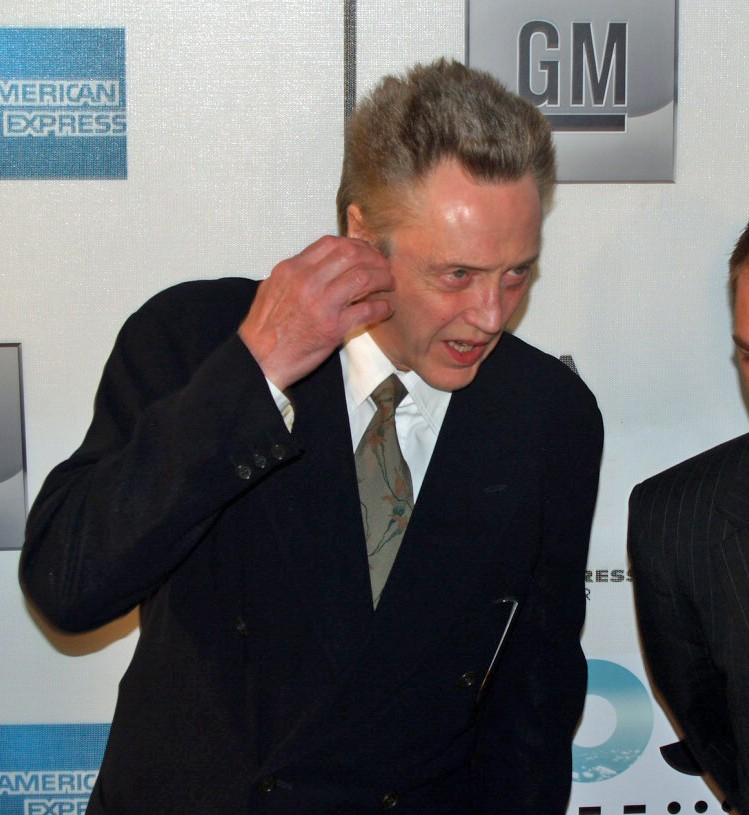
Christopher Walken en 2007

En el año 2000, Walken fue protagonista, junto a Faith Prince, de James Joyce's The Dead en Broadway. Esta obra musical ganó un premio Tony ese año.
En 2001 tuvo una notable actuación en el videoclip de Fatboy Slim «Weapon of Choice». Dirigido por Spike Jonze, el video ganó seis premios MTV ese año y en abril de 2002 ganó el premio al mejor video de todos los tiempos en una lista de cien videos compilada por músicos, directores y figuras de la industria musical en una encuesta organizada por VH1. En ese video, Walken baila y vuela en el vestíbulo del Marriott International Hotel de Los Ángeles; también ayudó en la coreografía del baile. Además, en el año 2001, interpretó a un excéntrico director de cine en La pareja del año.
Interpretó a Frank Abagnale, Sr. en Atrápame si puedes, filme dirigido por Steven Spielberg. La película está inspirada en la historia de Frank Abagnale Jr., un estafador que se hizo pasar por varias identidades y ganó millones de dólares de esta forma. Por esta actuación, Walken fue nominado al premio Óscar como mejor actor de reparto. Además, fue nominado al Razzie como peor actor de reparto por The Country Bears (2002), Gigli (2003) y Kangaroo Jack (2003).
Su carrera continuaría con papeles en Click donde interpreta a Morty, un simpático inventor que es más de lo que aparenta; Man of the Year, junto a  Robin Williams; la adaptación Hairspray (2007), donde puede ser visto cantando y bailando en un romántico dueto con John Travolta; en la comedia de acción Balls of Fury (2007), donde interpreta a un excéntrico y cruel fanático del ping-pong; y coprotagonizó, junto a Sharon Stone, Five Dollars a Day donde hace de un hombre orgulloso de vivir con sólo cinco dólares al día. Protagonizó la comedia The Maiden Heist, junto a Morgan Freeman y William H. Macy, acerca de tres guardias de seguridad de un museo de arte que deciden robar las pinturas del mismo museo en donde trabajan.

### Años 2010
Walken volvió a Broadway con la obra de Martin McDonagh, A Behanding in Spokane, en 2010, y recibió una nominación a los premios Tony como mejor actor principal en una obra de teatro. Se reunió con McDonagh para trabajar en la comedia negra Seven Psychopaths, estrenada en 2012. También interpretó al fundador y líder de un cuarteto de cuerdas en A Late Quartet.
Walken coprotagonizó junto a Al Pacino y Alan Arkin la película Stand Up Guys, una historia sobre tres gánsteres veteranos que deciden dar un último golpe.
En 2013 protagonizó la campaña «Made From Cool» para Jack&Jones. Al año siguiente interpretó al Capitán Garfio en la producción de NBC Peter Pan Live!. 
En 2016 dio voz al Rey Louie en la adaptación de acción real de El libro de la selva de Disney, dirigida por Jon Favreau . También grabó una versión de la canción de Louie «I Wan'na Be Like You», que canta tanto en la película como en la banda sonora.

### Años 2020
En 2022 tuvo un papel secundario como Burt Goodman, en la serie Severance de Apple TV+. 
En 2024 Walken interpretó al emperador Shaddam IV en la película de Denis Villeneuve, Dune: Part Two.

## Popularidad e imitadores
Walken es imitado por su humor seco y su extraña manera de hablar, haciendo pausas, ritmos erráticos y cambios de entonación nada convencionales, de forma similar a William Shatner (parodiado en la serie animada Robot Chicken). Es reverenciado por su calidad para expresar peligro y amenaza, pero sus imprevisibles expresiones y gestos también lo hacen valioso en la comedia. Es célebre por aceptar casi cualquier papel que le ofrezcan, habiendo declarado que solo rechaza papeles cuando está demasiado ocupado con otros proyectos. Considera cada papel como una experiencia de aprendizaje.
Es un actor frecuentemente imitado. Entre quienes han imitado a Walken se encuentran Johnny Depp, Dave Grohl, Jake Gyllenhaal, Eddie Izzard, Jay Mohr, Kevin Pollak, Eminem, Kevin Spacey, Tom Hiddleston, Peter Garibaldi, Dave Wittenberg, Jeff Davis, Simon Helberg en la serie de televisión The Big Bang Theory, y en el Kevin Bishop Show donde se utiliza una de sus frases conocidas, «these are my fucking crisps» (estas son mis malditas papas fritas). A menudo también se hace referencia a él en otros ámbitos de la cultura popular, como en la canción «Hackensack» del grupo Fountains of Wayne. Walken ha interpretado papeles como villano antagonista en varias películas populares. El programa Celebrity Deathmatch de MTV emitió una lucha entre Walken y Gary Oldman, citando las interpretaciones de muchos de sus personajes memorables. En febrero de 2008, aceptó el premio «Hasty Pudding Man of the Year» de Harvard. Walken ha declarado ser el «peor imitador del mundo».
Jay Mohr imitó la voz de Walken mientras leía un libro a los niños en el capítulo «Insane Clown Poppy» de Los Simpson.
La estación de radio de Washington D. C. llamada WTEM ESPN 980 comenzó una sección semanal donde «Christopher Walken» (interpretado por el productor Marc Sterne) llama durante el mediodía para comentar el desempeño de los Washington Redskins durante la temporada de fútbol americano.

### Participaciones enSaturday Night Live
Walken ha sido anfitrión de la serie de sketch y sátiras de TV Saturday Night Live en siete ocasiones, y tiene una oferta de Lorne Michaels de conducir el show cuando su agenda lo permita. Una de sus más famosas actuaciones en SNL fue una parodia de Behind the Music, haciendo una representación de la banda Blue Öyster Cult grabando «(Don't Fear) the Reaper». Imitando al productor Bruce Dickinson, Walken hace un vehemente y ligeramente desarticulado discurso dirigido a la banda y está obsesionado con lograr «algo extra» (more cowbell) en la canción. Desde ese entonces, la frase en inglés «Gotta have more cowbell» (tiene que tener algo extra) ha pasado a ser un icono, vendiéndose mercadería como por ejemplo remeras con la frase. También es conocido por su participación en uno de los sketches de Will Ferrell y Rachel Dratch, «The Lovers». Su personaje trae a una amiga para que conozca a «Los amantes» (the lovers), y en vez de eso, ella es sometida a oír la historia pasada que el personaje de Walken comparte con Los amantes, divulgando información privada acerca de su vida sexual.
Hizo una parodia de su papel en The Dead Zone en un sketch titulado «Ed Glosser: Trivial Psychic», en el cual el personaje principal tiene la habilidad de predecir acertadamente eventos del futuro triviales y sin sentido.
También parodió su papel en A View to a Kill en un sketch titulado «Lease with an Option to Kill», en el cual repite su papel como Max Zorin. Zorin, quien ha tomado algunas cualidades de otros notables villanos de Bond (el gato y el traje de Blofeld, el parche en el ojo de Emilio Largo), está molesto porque todo le sale mal. Su guarida está todavía en construcción; sus secuaces usan ropa que no les queda; y su tanque de tiburones tiene una gigante esponja marina en vez de tiburones. Un cautivo James Bond, interpretado por Phil Hartman, le ofrece a Zorin un «buen trato» en la guarida volcánica de Blofeld si Zorin lo deja en libertad, Zorin acepta de mala gana.
Cantó y bailó la canción «Let's Face the Music and Dance» de Irving Berlin. Otro de sus sketch fue «Colonel Angus», repleto de dobles sientidos, en el cual Walken interpretó a un deshonrado oficial confederado. Sus apariciones en SNL se han vuelto tan populares que él es uno de los pocos anfitriones del show a quienes se les dedicó un SNL DVD que contiene únicamente sus actuaciones (otros actores son Tom Hanks y Alec Baldwin), un honor normalmente reservado sólo para los miembros regulares del reparto.
Hasta el año 2003, Walken hizo un sketch llamado «The Continental», en la que hace de un «elegante galán» que en realidad no puede impedir que lo ignoren. Aunque en apariencia es caballeroso, sus tendencias más pervertidas inevitablemente ahuyentan a sus objetivos. Lo que distingue a «The Continental» es que las chicas nunca son vistas; la cámara representa sus puntos de vista. En abril de 2008, cuando Walken condujo el programa, fue la primera vez que un capítulo de él no tenía un sketch o monólogo de «The Continental».

### Candidatura a la presidencia
Walken fue parte de una controvertida broma en 2006 cuando en un sitio web falso en agosto de ese año miembros del foro de internet Genmay.com anunciaron que se había postulado como candidato a la presidencia de los Estados Unidos. Algunos creyeron que era auténtico, hasta que el publicista de Walken lo negó. Cuando en septiembre de 2006 en una entrevista con Conan O'Brien se le preguntó acerca del asunto, Walken se mostró interesado por la broma; y cuando le preguntó algún eslogan para la campaña, respondió: «¿Qué demonios?» y «¡Basta de zoológicos!». El sitio, Walken2008.com, ya no continúa en línea.

## Vida privada
Walken ha estado casado con Georgianne Walken (apellido de soltera Thon) desde 1969; es directora de casting, notable por trabajar en Los Soprano y en las películas dirigidas por Steve Buscemi. Viven en Connecticut y no tienen hijos (Walken ha declarado en entrevistas que el no tener hijos es una de las razones por la cual tiene una carrera prolífica). También tienen una casa de vacaciones en Block Island. Acerca del efecto que causan sus papeles de villano cuando conoce gente, Walken dice: «Cuando me ven en una película, esperan que sea algo desagradable... Por eso es bueno desafiar las expectativas a veces». Cristopher es heterócromo, es decir que posee sus ojos de distinto color.

## Filmografía
- Me and My Brother (1969)
- The Anderson Tapes (1971)
- The Happiness Cage (1972)
- Valley Forge (1975)
- Next Stop, Greenwich Village (1976)
- The Sentinel (1977)
- Annie Hall (1977)
- Roseland (1977)
- Shoot the Sun Down (1978)
- The Deer Hunter (1978)
- Last Embrace (1979)
- La puerta del cielo (1980)
- The Dogs of War (1981)
- Pennies from Heaven (1981)
- Who Am I This Time? (1982)
- Brainstorm (1983)
- The Dead Zone (1983)
- A View to a Kill (1985)
- At Close Range (1986)
- Deadline (1987)
- El secreto de Milagro (1988)
- Biloxi Blues (1988)
- Puss in Boots (1988)
- Homeboy (1988)
- Communion (1989)
- The Comfort of Strangers (1990)
- El rey de Nueva York (1990)
- McBain (1991)
- Gente de Sunset Boulevard (1992)
- Batman Returns (1992)
- Day of Atonement (1992)
- All-American Murder (1992)
- Scam (1993)
- True Romance (1993)
- Wayne's World 2 (1993)
- A Business Affair (1994)
- Pulp Fiction (1994)
- Nick of Time (1995)
- The Prophecy (1995)
- The Addiction (1995)
- Things to Do in Denver When You're Dead (1995)
- Search and Destroy (1995)
- Wild Side (1995)
- Last Man Standing (1996)
- The Funeral (1996)
- Basquiat (1996)
- Exceso de equipaje (1997)
- Suicide Kings (1997)
- MouseHunt (1997)
- The Prophecy II (1998)
- Illuminata (1998)
- New Rose Hotel (1998)
- Trance (1998)
- Antz (1998)
- Sleepy Hollow (1999)
- Kiss Toledo Goodbye (1999)
- Sarah Plain and Tall: Winter's End (1999)
- Vendetta (1999)
- Blast from the Past (1999)
- The Prophecy 3: The Ascent (2000)
- The Opportunists (2000)
- Joe Dirt (2001)
- El misterio del collar (2001)
- La pareja del año (2001)
- Scotland, Pa. (2001)
- Atrápame si puedes (2002)
- Plots with a View (2002)
- Poolhall Junkies (2002)
- Julius Caesar (2002)
- The Country Bears (2002)
- Canguro Jack (2003)
- El tesoro del Amazonas (2003)
- Gigli (2003)
- Envy (2004)
- Las mujeres perfectas (2004)
- Around the Bend (2004)
- Man on Fire (2004)
- Wedding Crashers (2005)
- Domino (2005)
- Romance and Cigarettes (2005)
- Click (2006)
- Man of the Year (2006)
- Balls of Fury (2007)
- Hairspray (2007)
- Evil Calls: The Raven Raven (voz) (2008)
- Five Dollars a Day (2008)
- The Maiden Heist (2009)
- Life’s a Beach (2010)
- Kill the Irishman (2011)
- The Legend of Harrow Woods (voz) (2011)
- Dark Horse (2011)
- Seven Psychopaths (2012)
- A Late Quartet (2012)
- The Power of Few (2012)
- Gods Behaving Badly (2012)
- Stand Up Guys (2013)
- Jersey Boys (2014)
- Joe Dirt 2: Beautiful Loser (2015)
- The Family Fang (2015)
- Eddie the Eagle (2016)
- El libro de la selva (2016)
- Nine Lives (2016)
- Y nadie más que tú (2018)[33]
- En Guerra con mi abuelo (2020)
- Percy (2020)
- Wild Mountain Thyme (2020)
- Dune: Part Two (2024)

## Premios y nominaciones
Premios Óscar.
| Año  | Categoría              | Película           | Resultado |
| ---- | ---------------------- | ------------------ | --------- |
| 1978 | Mejor actor de reparto | El cazador         | Ganador   |
| 2003 | Mejor actor de reparto | Atrápame si puedes | Nominado  |

- Premios Emmy.
  - 1991 Mejor actor - Miniserie o telefilme - Sarah, Plain and Tall - Nominado.
  - 2022 Mejor actor de reparto - Serie dramática - Severance - Nominado.

- Premios BAFTA.
  - 1978 Mejor actor de reparto - El cazador - Nominado.
  - 2002 Mejor actor de reparto - Atrápame si puedes - Ganador.

- Premios Globo de Oro.
  - 1978 Mejor actor de reparto - El cazador - Nominado.

- Premios del Sindicato de Actores.
  - 2002 Mejor actor de reparto - Atrápame si puedes - Ganador.

- Premios Tony.
  - 2000 Mejor actor en un Musical - The Dead - Nominado.
  - 2010 Mejor actor en una Obra de teatro - A Behanding in Spokane - Nominado.